# Ribeirão Branco
Ribeirão Branco est une municipalité brésilienne de l'État de São Paulo et la Microrégion de Capão Bonito.